# Tales of Mystery and Imagination
Tales of Mystery and Imagination (Contos de Mistério e Imaginação) é o álbum de estúdio de estreia da banda britânica de rock progressivo The Alan Parsons Project. Foi lançado em 1º de maio de 1976 pela 20th Century Fox Records nos Estados Unidos, e em 1º de junho de 1976 pela Charisma Records internacionalmente.
Os temas líricos e musicais do álbum, re-contagens de histórias e poesias de horror escritas por Edgar Allan Poe, atraíram uma audiência cult. O título em si é tomado de uma coleção de histórias macabras do Poe, publicada primeiramente em 1908, e re-impressa mutias vezes desde então.
A reação da crítica ao álbum foi mista; por exemplo, Billy Altman da Rolling Stoneconcluiu que o álbum não reproduziu de forma completamente precisa a tensão e medo macabro do Alan Poe, Concluindo que "os devotos da literatura Gótica terão que esperar por alguém com mais macabridade no sangue, para que seja criada uma versão musical mais fiel das obras frequentemente terrificantes do Alan Poe". Em julho de 2010, porém, o álbum foi nomeado, pela Classic Rock magazine, como um dos "50 Álbuns Que Construíram o Prog Rock".